# Carl Jörns
Carl Jörns (ur. 11 grudnia 1875 w Ludwigshafen, zm. 19 lipca 1969 w Obertürkheim) – niemiecki kierowca wyścigowy i kolarz.

## Kariera
Pierwszy wyścig kolarski Jörns wygrał w 1893 roku na rowerze produkcji Opla. Gdy pod koniec XIX wieku fabryki Opla rozpoczęły także produkcję samochodów, Niemiec został zatrudniony jako instruktor jazdy. W sierpniu 1903 roku Jörns wystartował w pierwszym wyścigu jako fabryczny kierowca Opla na torze wyścigów konnych we Frankfurcie, gdzie stanął na najniższym stopniu podium w klasie 16 PS. Rok później świętował pierwsze zwycięstwo. W styczniu 1907 roku po długiej walce z Felice Nazzaro Niemiec uplasował się na trzeciej pozycji w wyścigu Kaiserpreis. Ostatnim jego sukcesem było zwycięstwo w wyścigu Herkulesrennen w 1926 roku.